# Ritratto di Suzanne Fourment
Ritratto di Suzanne Fourment (Le chapeau de paille) è un dipinto di Peter Paul Rubens, realizzato a olio su tavola, nel 1622. Misura cm 59x74. Si trova  a Londra, presso la National Gallery.
Suzanne Fourment è la protagonista del quadro: è la sorella della moglie del pittore.